# Каунт Бейсі
Каунт Бейсі (англ. Count Basie, справжнє ім'я — Вільям Джеймс Бейсі (англ. William James Basie), 21 серпня 1904 Ред-Бенк, Нью-Джерсі — 26 квітня 1984, Голлівуд, Флорида) — американський джазовий піаніст, органіст, знаменитий керівник біг-бенду. Бейсі був однією з найбільш значних фігур в історії свінгу. Він зробив блюз універсальним жанром — в його оркестрі звучали і швидкі блюзи, і повільні, і трагічні, і гротескні.

## Життєпис
Музичні здатності проявив ще в ранньому дитинстві. Мати йому допомогла навчитися грати на фортепіано. Згодом для занять запрошувалися приватні викладачі музики.
Навчаючись у школі, Бейсі мріяв про життя мандрівника, натхненний приїжджаючими в місто карнавалами. Після закінчення школи велику частину свого часу проводив у міському театрі, де виконував разові доручення та робив усіляку роботу — це давало йому безкоштовний вхід на спектаклі. Він навчився керувати прожекторами для шоу водевілів. Одного разу, коли піаніст не зміг приїхати на шоу, Бейсі зайняв його місце. Граючи на слух, він швидко навчився імпровізувати музику для шоу і німого кіно.
Маючи природні дані для гри на роялі, однак віддавав перевагу барабанам. Проте, спантеличений очевидним талантом Сонні Гріра, котрий також жив в Ред-Бенку і став барабанщиком Дюка Еллінгтона 1919 року, Бейсі повністю переходить до гри на фортепіано.
Грір і Бейсі грали разом, поки Сонні не перейшов до професійної кар'єри. До того часу Каунт грав з групами на танцях, курортах, любительських шоу, у тому числі «Kings of Syncopation» Гаррі Річардсона.
Ще юнаком він переїздить в Нью-Йорк, де у Гарлемі знайомиться з Джеймсом П. Джонсоном, Фетсом Воллером та іншими гарлемськими піаністами страйд-напряму. Працював по ангажементам в оркестрі Джона Кларка і Сонні Гріра, акомпаніатором блюзових співачок Клари Сміт, Меггі Джо; грав в кабаре і дансінгах. Протягом нетривалого часу був у складі оркестру Елмера Сноудена. Переніс нервовий розлад — внаслідок напруженої роботи. Після 4 місяців лікування знову розпочав активну діяльність. Певний час грав у кінотеатрах, озвучуючи німі фільми.
На початку 1920-х починає працювати з вар'єте «Keith & Toba» як музичний керівник та акомпаніатор. Супроводжуючи музичний колектив, 1927 року приїздить на гастролі до Канзас-Сіті й там надовго залишається (колектив розвалився, музиканти й и артисти раптово лишилися без роботи). По тому як піаніст і аранжувальник входить до складу ансамблю «Walter Page's Blue Devils» Волтера Пейджа та грає в колективі до 1929 року. Після цього співпрацює з маловідомими оркестрами, зрештою опиняється в «Bennie Moten's Kansas City Orchestra». Після смерті Бенні Мотена 1935 року Бейсі йде з оркестру та спільно з Бастером Смітом й іншими колишніми оркестрантами створює новий ансамбль з дев'яти осіб — із барабанщиком Джо Джонсом й тенор-саксофоністом Лестером Янгом. Під назвою «Barons Of Rhythm» цей склад починає працювати в «Reno Club» у Канзас-Сіті. Радіотрансляції виступів ансамблю 1936 року призводять до укладання контрактів з «National Booking Agency» й «Decca Records». З легкої руки ведучого радіоконцертів Бейсі отримує титул «Каунт» («Граф»). Ансамбль Бейсі постійно розвивається (3 труби, 3 тромбони, 5 саксофонів й ритм-секція)ю Вже через рік колектив змінює назву на «Count Basie Orchestra». Під цією назвою оркестр в швидкому часі стає кращим біг-бендом епохи свінгу.
1936 року виступ оркестру почув продюсер Джон Хеммонд, він допоміг Бейсі з музикантами приїхати в Нью-Йорк. На відміну від інших оркестрів, у яких було по 2-3 імпровізуючих молісти, в бенді Бейсі майже всі музиканти були видатними джазменами. Це надавало можливість збагачувати репертуар швидкими п'єсами, основаними на гармонічній схемі блюзу та майже «на ходу» створювати рифи, підтримуючі темпераментних імпровізаторів. Того року в оркестрі грали видатні солісти — Бак Клейтон, Гаррі Едісон, Хот Ріпс Пейдж, Лестер Янг, Гершел Еванс, Ерл Воррен, Бадді Тейт, Бенні Мортон, Діккі Веллс та інші. Ритм-секція була визнана кращою в джазі. З оркестром Бейсі виступали такі вокалісти як Джиммі Рашінг, Гелен Г'юмс і Біллі Голідей (1937—1938 роки). Світову славу оркестру принесли такі композиції як «One O'Clock Jump» (1937), «Jumpin' At The Woodside» (1938), «Taxy war Dance» (1939) та багато інших.
1939 року організовує в складі оркестру ансамбль солістів — септет Kansas City Seven й того ж року виступає в Карнегі-холі.
В 1940-х роках до оркестру приходять саксофоністи Дон Байєс, Лакі Томпсон, Іллінойс Джекет, трубач Джо Ньюмен, тромбоністи Вік Діккенсон, Дж. Дж. Джонсон. До 1944 року було реалізовано понад 3 мільйони платівок бенду. По тому відбувається спад в діяльності Бейсі і його біг-бенду — через військові умови та непостійність складу виконавців. В другій половині 1940-х починаються важкі часи для всіх великих оркестрів, і Бейсі був змушений з фінансових міркувань 1950 року розпустити бенд. Протягом 2 слідуючих років очолював склади з шести і дев'яти музикантів, серед учасників яких були й інструменталісти Кларк Террі, Бадді Де Франко, Серж Халофф й Бадді Річ.
1952 року після відновлення оркестру здійснює низку тривалих турне і сеансів звукозапису, це надало Каунту репутацію «неперевершеного майстра свінгу». Його оркестр з часом утвердився як стабільний джазовий колектив, також став одним із «джазових університетів» навчання молодих музикантів. Серед музикантів того часу в оркестрі працювала плеяда талановитих інструменталістів: Джо Ньюмен, Тед Джонс, Снукі Янг, Генрі Коукер, Бенні Павелл, Ел Грей, Едді Локджо Девіс, Френк Весс, Френк Фостер, Біллі Мітчелл, Фредді Грін, Гас Джонсон, Сонні Пейн, співак Джо Вільямс.
Аранжувальники Ніл Хефті, Френк Фостер та Ерні Вілкінс розробили так звану «перкусивну методику», побудовану на динамічних різких контрастах та потужній грі ударних, які підкреслювали акценти мелодичної лінії і заповнювали паузи.
1954 року Бейсі зі своїм оркестром здійснює перше турне по Європі. Світова відомість його оркестру зміцнилася завдяки чисельним європейським гастролям — в 1956—1957, 1959, 1962, 1966 та 1969 роках. 1963 року колектив відвідав Японію, 1965-го виступав в Австралії.
Оркестр Бейсі брав участь в багатьох джазових фестивалях: Чикаго (1958), Нью-Йорк (1959), Randall's Island Jazz Festival (1960), фестиваль в Гарлемі (1961) та у Франції (1961), Ньюпорті (1965), Монтереї (1966), знову Ньюпорті (1968), Західному Берліні (1968) та інших.
В наступні 2 десятиліття Каунт випускає величезну кількість грамзаписів зі своїм біг-бандом та відомими джазовими співаками; брав участь у зйомках кінострічок, здійснював виступи на радіо й телебаченні. Від 1955 року неодноразово посідав головні позиції в опитуваннях пошановувачів джазу і критиків. Тоді ж засновує музичне видавництво.
Також працював як театральний органіст в Нью-Йорку; здійснено кілька аудіосесій на органі. В 1970-х роках склад оркестру поступово оновлювався; були задіяні й білі музиканти.
В останнє десятиріччя життя Каунт Бейсі здобув масу нагород і навіть став почесним доктором в кількох університетах.
Від середини 1970 років через важке захворювання Каунта Бейсі його подальша творчість утруднюється. З початку 1980-х він керував оркестром, сидячи в інвалідному візку. В останні роки життя багато часу приділяв створенню автобіографії.

## Вибрана дискографія
- Bennie Moten's Kansas City Orchestra (1929—1932)
- Basie Beginnings (1929—1932)
- The Swinging Count!, (1952)
- Count Basie Presents Eddie Davis Trio + Joe Newman (1958)
- The Atomic Mr. Basie (1958)
- Memories Ad-Lib (1958)
- Count Basie & Billy Eckstine — Basie & Eckstine Incorporated (1959)
- String Along with Basie (1960)
- Count Basie and the Kansas City 7 (1962)
- Basie Swingin 'Voices Singin' (1966)
- Basie Meets Bond (1966)
- Loose Walk with Roy Eldridge (1972)
- Basie Jam (1973)
- The Bosses with Big Joe Turner (1973)
- For the First Time (1974)
- Satch and Josh (1974)
- Basie & Zoot with Zoot Sims (1975)
- Count Basie Jam Session at the Montreux Jazz Festival 1975 (1975)
- For the Second Time (1975)
- Basie Jam 2 (1976)
- Basie Jam 3 (1976)
- Kansas City 5 (1977)
- The Gifted Ones with Dizzy Gillespie (Pablo, 1977)
- Montreux '77 (Pablo, 1977)
- Basie Jam: Montreux '77 (Pablo, 1977)
- Satch and Josh…Again with Oscar Peterson (Pablo, 1977)
- Night Rider with Oscar Peterson (Pablo, 1978)
- Count Basie Meets Oscar Peterson — The Timekeepers (Pablo, 1978)
- Yessir, That's My Baby with Oscar Peterson (Pablo, 1978)
- Kansas City 8: Get Together (Pablo, 1979)
- Kansas City 7 (Pablo, 1980)
- On the Road (Pablo, 1980)
- Kansas City 6 (Pablo, 1981)
- Mostly Blues…and Some Others (Pablo, 1983)

## Фільмографія
- Hit Parade of 1943 (1943) — грав себе
- Top Man (1943) — грав себе
- Sugar Chile Robinson, Billie Holiday, Count Basie and His Sextet (1950) — грав себе
- Jamboree (1957)
- Cinderfella (1960) — грав себе
- Sex and the Single Girl (1964) — грав себе з власним оркестром
- Blazing Saddles (1974) — грав себе з власним оркестром

## Премії Греммі
- 1984 рік — Найкраща джазова інструментальна вистава, біг-бенд
- 1982 рік — Найкраща джазова інструментальна вистава, біг-бенд
- 1980 рік — Найкраща джазова інструментальна вистава, біг-бенд
- 1977 рік — Найкращий джазовий спектакль біг-бенду
- 1976 рік — Найкраща джазова вистава соліста (інструментальна)
- 1963 рік — Найкращий виступ оркестру — для танців
- 1960 рік — Найкраще виконання танцювального гурту
- 1958 рік — Найкращий виступ танцювального гурту
- 1958 рік — Краща джазова вистава, група